# Дивов, Олег Игоревич
Оле́г И́горевич Ди́вов  (по отцу — Скляренко; 3 октября 1968, Москва, СССР) — русский писатель-фантаст, колумнист. Автор романов и повестей. Член Союза писателей России, Союза литераторов России и Совета по фантастике и приключенческой литературе при Союзе писателей России. Лауреат премий «Аэлита» (2019), «Странник» (2002) и ещё более 50 различных премий.

## Биография
Родился в семье потомственных художников-реставраторов Третьяковской галереи Игоря Ивановича Скляренко и Нины Глебовны Дивовой. В детстве и юности жил в московском районе Зюзино. Ещё в школьные годы начал работать в журналистике: в пятнадцатилетнем возрасте у Дивова уже были публикации в «Комсомольской правде» и других центральных изданиях.
Служил в Советской армии, опыт службы в частях самоходной артиллерии отразился в творчестве Дивова. Поступил на факультет журналистики МГУ, но на третьем курсе бросил учёбу: после армии учёба в университете показалась Дивову менее увлекательной.
Статьи Дивова печатались в различных российских и зарубежных изданиях. В течение нескольких лет занимался копирайтингом и рекламными концептами, возглавлял пресс-службу нескольких фирм. Работал в рекламных агентствах.
Впоследствии высказывался: «У меня всего-навсего была нормальная молодость, со всеми сопутствующими глупостями, включая душераздирающие романы, пьянки-гулянки, битьё автомобилей, высокие заработки и ежегодное увольнение по собственному желанию…»
Фантастику Дивов стал писать в начале 1990-х годов, тогда же им были созданы романы «Мастер собак» и «Стальное сердце». Первый крупный художественный текст («Мастер собак») опубликовал в 1997 году. Также в 1997 году вышли ещё два романа, вместе с первым романом составившие трилогию «След зомби» — «Стальное сердце» и «Братья по разуму».
Широкую известность Дивову принесла антиутопия «Выбраковка» (1999), собравшая множество номинаций и отмеченная четырьмя литпремиями. Известными стали также романы «Лучший экипаж Солнечной» (1998), «Закон фронтира» (1998), «Толкование сновидений» (2000), «Саботажник» (2002).
Дивов — член Союза литераторов РФ. Член международного фестиваля фантастики «Звёзды над Донбассом».
Был женат на Светлане Прокопчик, в соавторстве с ней написал цикл «Профессия: Инквизитор».
Женат. Есть сын. Предпочитает отдыхать в Тверской области, упоминал об «одной деревеньке» там, где в общей сложности к 2002 году провел около семи лет.

## Особенности творчества
«Ноу хау» Дивова, обеспечившее ему успех у самой широкой аудитории, — документальная достоверность в изображении профессиональных микросоциумов-«общин». Писатель очень тщательно обрисовывает  профессиональную среду, психологическую атмосферу «общин»: спецслужб, армии, спортивной команды и т. п. Произведения Дивова богаты специальной терминологией, жаргоном среды. Убедительность многим книгам писателя также придают различные справочные приложения и предисловия.
Дивов — писатель всё время развивающийся, эволюционирующий; он постоянно ищет новые формы. Каждая его новая книга демонстрирует способность удивлять читателя. Остросюжетность в произведениях Дивова сочетается с неординарностью (порой на грани эпатажа) идей и философских посланий. Дивова характеризуют как «радикально провокативного автора». Он часто прибегает к недоговорённостям и полунамёкам, загоняя читателя в тупик. При прочтении его книг то и дело требуется разгадывать многочисленные шифры, пытаться избегать смысловых ловушек. Так, роман «Лучший экипаж Солнечной» был многими ошибочно воспринят как апология милитаризма; кроме того, в этом романе пытались усмотреть антисемитизм или русофобию.

## Общественная позиция
В ходе российского вторжения на Украину Дивов подписал письмо в его поддержку. В дальнейшем обращался с призывом к своим читателям с просьбой помочь разрушенному Донбассу.
15 января 2023 года из-за вторжения России на Украину внесён в санкционный список Украины за поддержку военного вторжение России в Украину в публичных заявлениях, предполагается блокировка активов на территории Украины, приостановка выполнения экономических и финансовых обязательств, прекращение культурных обменов и сотрудничества, лишение украинских госнаград.

## Награды
Дивов — один из самых «титулованных» авторов русской фантастики, общее число его наград — около тридцати. Единственный роман Дивова, никогда не входивший ни в какие номинации, — «Лучший экипаж Солнечной»: по версии самого автора, «потому, что там слишком много ругаются матом».
| Премия            | Год присуждения | Номинация                                         | Произведение                  |
| ----------------- | --------------- | ------------------------------------------------- | ----------------------------- |
| Звёздный мост     | 2000            | Лучший роман. 3-е место                           | Выбраковка                    |
| Филигрань         | 2001            | Большая Филигрань                                 | Толкование сновидений         |
| Звёздный мост     | 2001            | Лучший роман. 2-е место («Серебряный Кадуцей»)    | Толкование сновидений         |
| Странник          | 2002            | Крупная форма                                     | Саботажник                    |
| РосКон            | 2002            | Повесть, рассказ. 3-е место («Бронзовый РосКон»)  | Предатель                     |
| Сигма-Ф           | 2002            | Средняя форма, повести                            | Предатель                     |
| Беляевская премия | 2003            | Специальная премия жюри                           | Специальная премия жюри       |
| Сигма-Ф           | 2003            | Малая форма, рассказы и циклы рассказов           | Параноик Никанор              |
| Интерпресскон     | 2003            | Малая форма (рассказ)                             | Параноик Никанор              |
| Интерпресскон     | 2003            | Средняя форма (повесть)                           | Закон лома для замкнутой цепи |
| Филигрань         | 2003            | Малая Филигрань (рассказ)                         | Параноик Никанор              |
| РосКон            | 2003            | Повесть, рассказ. 1-е место («Золотой РосКон»)    | Закон лома для замкнутой цепи |
| РосКон            | 2004            | Повесть, рассказ. 1-е место («Золотой РосКон»)    | К-10                          |
| Филигрань         | 2004            | Малая Филигрань (повесть)                         | Эпоха великих соблазнов       |
| Звёздный мост     | 2004            | Лучший роман. 1-е место («Золотой Кадуцей»)       | Ночной смотрящий              |
| РосКон            | 2005            | Повесть, рассказ. 2-е место («Серебряный РосКон») | Енот допрыгался               |
| РосКон            | 2005            | Роман. 1-е место («Золотой РосКон»)               | Ночной смотрящий              |
| РосКон            | 2006            | Повесть, рассказ. 1-е место («Золотой РосКон»)    | У Билли есть хреновина        |
| Сигма-Ф           | 2006            | Мемориальная премия им. Кира Булычёва             | У Билли есть хреновина        |
| РосКон            | 2006            | Фантастиковедение. 3-е место («Бронзовый РосКон») | Открытым текстом              |
| Интерпресскон     | 2006            | Средняя форма (повесть)                           | У Билли есть хреновина        |
| Сигма-Ф           | 2006            | Средняя форма, повести                            | У Билли есть хреновина (2005) |
| Портал            | 2007            | Средняя форма                                     | Храбр (2006)                  |
| Филигрань         | 2008            | Малая Филигрань (рассказ)                         | Стояние на реке Москве        |
| Звёздный мост     | 2011            | Лучший роман. 1-е место («Золотой Кадуцей»)       | Симбионты                     |

## Фильмография
По роману Дивова «Молодые и сильные выживут» снят одноимённый мини-сериал (Россия, 2020—2021, 2 сезона).
2 ноября 2024 года в онлайн-кинотеатрах Start и Okko вышел сериал «Молот ведьм», одним из сценаристов которого выступил Олег Дивов.

## Цитаты
- Унизительная несправедливость мира в том, что жизнь дается человеку только раз, она очень коротка и, дабы сделать что-нибудь всерьез, приходится с самого начала и до упора колотить рогами в одни и те же запертые ворота. А я, допустим, мог бы стать… Кем-то ещё. Не только литератором. Но, чтобы прилично делать свое дело, нужно на него положить — что? Правильно, жизнь[3].
- Я уже когда-то высказывался о своем отношении к работе, примерно так: «Это мой способ заработать деньги и одновременно немного переменить мир к лучшему. Хоть чуточку»[3].
- По большому счету, жизнь — дер..мо. Глобально. Но, если не замахиваться на обобщения, а присмотреться к частностям, оказывается — жить можно. Да, мне на этой планете никогда не нравилось. Поглядишь, бывало, в небо и подумаешь — боже, какой прекрасный мир и что за уроды его населяют! Но… Позиция взрослого отличается от позиции сопляка и нытика способностью, критически воспринимая существующий уклад, найти в нём свое место[3].